# Behice Hanım
Behice Hanım, död 1969, var tolfte hustru till den osmanska sultanen Abd ül-Hamid II (regerande 1876–1909).